# Emmanuel Mayuka
Emmanuel Mayuka (* 21. November 1990 in Kabwe) ist ein sambischer ehemaliger Fußballspieler. Der Stürmer spielte auch in europäischen Ligen und für die Sambische Nationalmannschaft.

## Karriere

### Verein
Mayuka spielte von 2007 bis 2008 in der ersten Mannschaft der Kabwe Warriors, einem Team der Zambian Premier League. Er erzielte in seiner ersten Saison in der Liga insgesamt sechs Treffer und neun weitere in den Pokalwettbewerben, darunter alle drei Treffer beim 3:1-Sieg im Finale des BP Top 8 Cups gegen die Nakambala Leopards. Im Sommer 2008 wechselte er für die Saison 2008/09 nach Israel zu Maccabi Tel Aviv. Dort gewann er im Februar 2009 den israelischen Ligapokal. Im April 2010 unterschrieb Mayuka einen Vertrag bis 2014.
Am 28. Mai 2010 wurde bekannt gegeben, dass Mayuka einen Vertrag über fünf Jahre beim BSC Young Boys unterschrieben hat. Bei den Young Boys sollte er als Ersatz für den zweifachen Schweizer Torschützenkönig Seydou Doumbia, welcher zu ZSKA Moskau wechselte, dienen. Im August 2012 wechselte er zum englischen Erstligaaufsteiger FC Southampton. Dort besitzt er noch einen Vertrag bis 2017, wurde aber für die Spielzeit 2013/14 an den französischen Erstligisten FC Sochaux ausgeliehen.
Zur Saison 2015/16 wechselte Mayuka zum FC Metz in die Ligue 2.

### Nationalmannschaft
2007 nahm Mayuka mit der sambischen U20-Nationalmannschaft an der Junioren-Fußballweltmeisterschaft 2007 in Kanada teil. Als jüngster Spieler seines Teams stand er in allen vier Partien seines Landes in der Startformation. Als einer von nur zwei Spielern seiner Mannschaft wurde er von der Technischen Kommission hervorgehoben, die über den damals 16-Jährigen schreibt: „beweglicher, antrittsschneller Mittelfeldspieler, dribbelstark mit großem Laufpensum“.
Im September 2007 wurde er von Patrick Phiri in die sambische A-Nationalmannschaft berufen und gab sein Debüt im COSAFA Cup 2007 im Halbfinale gegen Mosambik. Ihm gelang dabei der Treffer zum 2:0 (Endstand 3:0). Auch für den Afrika-Cup 2008 in Ghana stand Mayuka im Aufgebot der Chipolopolo und war damit der jüngste Turnierteilnehmer. Beim Afrika-Cup 2012 sorgte er mit Sambia für eine Sensation und seine Mannschaft gewann im Finale gegen die Elfenbeinküste nach Elfmeterschießen. Er wurde mit drei Treffern Torschützenkönig des Turniers.

## Titel und Erfolge

### Verein
Kabwe Warriors
- Sambischer BP Top 8 Cup: 2007

Maccabi Tel Aviv
- Israelischer Ligapokalsieger: 2009

### Nationalmannschaft
- Afrikameister: 2012

### Auszeichnungen
- Torschützenkönig der Afrikameisterschaft: 2012 (3 Tore)